# Бальзак (фильм, 1999)
«Бальза́к» (фр. Balzac) (другое название «Бальзак: жизнь в страсти» (Balzac: A Life of Passion) — 4-серийный европейский мини-сериал о жизни и творчестве великого французского писателя XIX века Оноре де Бальзака, поставленный в 1999 году режиссёром Жозе Дайан, совместное производство Франции-Италии-Германии.

## Сюжет
Биографический мини-сериал, рассказывающий о жизни и творчестве великого французского писателя XIX века Оноре де Бальзака, о его непростых взаимоотношениях с матерью Шарлоттой-Лаурой — холодной и властной женщиной, с графиней Эвелиной Ганской — большой любовью всей жизни писателя, а также с Лаурой де Берни и Лорой д’Абрантес.

## В ролях
- Жерар Депардьё — Оноре де Бальзак
- Энгерран Демюленаре — Оноре де Бальзак в детстве
- Жанна Моро — Шарлотта-Лаура, мать Оноре де Бальзака
- Фанни Ардан — графиня Эвелина Ганская
- Вирна Лизи — Лаура де Берни
- Катя Риман — Лора д’Абрантес
- Герт Фос — Виктор Гюго
- Серджо Рубини — Эжен Сю
- Марианна Деникур — Адель Гюго
- Клод Риш — Плиссо
- Франсуа Марторе — доктор
- Готфрид Йон — граф Ганский

## Съёмочная группа
- Режиссёр: Жозе Дайан
- Продюсеры: Жан-Пьер Герен, Эдит Кольнель, Дорис Кирш
- Сценарий: Дидье Декуэн
- Оператор: Вилли Стассен
- Композитор: Брюно Куле
- Художник: Ришар Кунин
- Художники по костюмам: Жан-Филипп Абрил, Эммануэль Корбо, Сами Дуиб
- Монтаж: Полин Касали, Аделин Йойотт, Мари-Жозеф Йойотт

## Издание на видео
- Премьера во Франции состоялась 13 сентября 1999 года, в Германии — 2 января 2000 года.
- Демонстрировался как мини-сериал, состоящий из 4 серий по 60 минут каждая общей продолжительностью 240 минут, а также как двухсерийный телефильм продолжительностью 180 минут.
- Неоднократно выпускался на DVD в разных странах.
- На российском телевидении неоднократно демонстрировался по телеканалу «Культура» и другим телеканалам, был профессионально переведён и озвучен на русский язык.